# Eugen Nell
Eugen Nell (* 15. August 1905 in Ebingen; † 1994) war ein deutscher Maler. Er galt als großer Expressionist der Landschaftsmalerei.

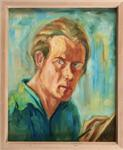
Selbstbildnis Eugen Nell um 1930

## Leben
Der in Albstadt gebürtige Maler wurde unter dem Einfluss der Münchner Sezession auf den Pfad des Expressionismus geführt. Zunächst für seine meisterhaft ausgeführten Holzschnitte gerühmt, fand er ab 1934 unter dem Akademiedirektor Karl Caspar zu einer gereiften Ausdrucksform, die sich durch seine eigene expressive Farbform auszeichnet. Schwer lasteten die Kriegsjahre auf ihm, in denen er die Amtsenthebung seines hoch geschätzten, aber als „entartet“ verfemten Lehrmeisters erleben musste. Erst nach dem Krieg konnte ihm ein Neubeginn in Wiesbaden gelingen, wo er eine Führungsposition innerhalb des neu gegründeten Bundes bildender Künstler einnahm. Die zweite Ehe gab den entscheidenden Impuls für Nells wiederauflebende schöpferische Kraft, in deren Blüte seine farbenprächtigsten und ausdrucksstärksten Werke entstanden. Seine letzten Jahre verbrachte er dann wieder in seinem Heimatort Albstadt, wo er im Jahre 1994 starb.

## Werke
Sein Metier war die Landschaft, die er vor allem auf der Schwäbischen Alb und bei seinen Skandinavienreisen studierte. Beeinflusst durch seine Frau malte er immer häufiger Stadtszenen, wie die Ansichten von Bremen, oder Gesellschaftsbilder, wie etwa seine berühmte Karnevalstrilogie. Seine Saaldekorationen und Gestaltungen von Festwagen wurden sehr geschätzt.